# TNA World Tag Team Championship

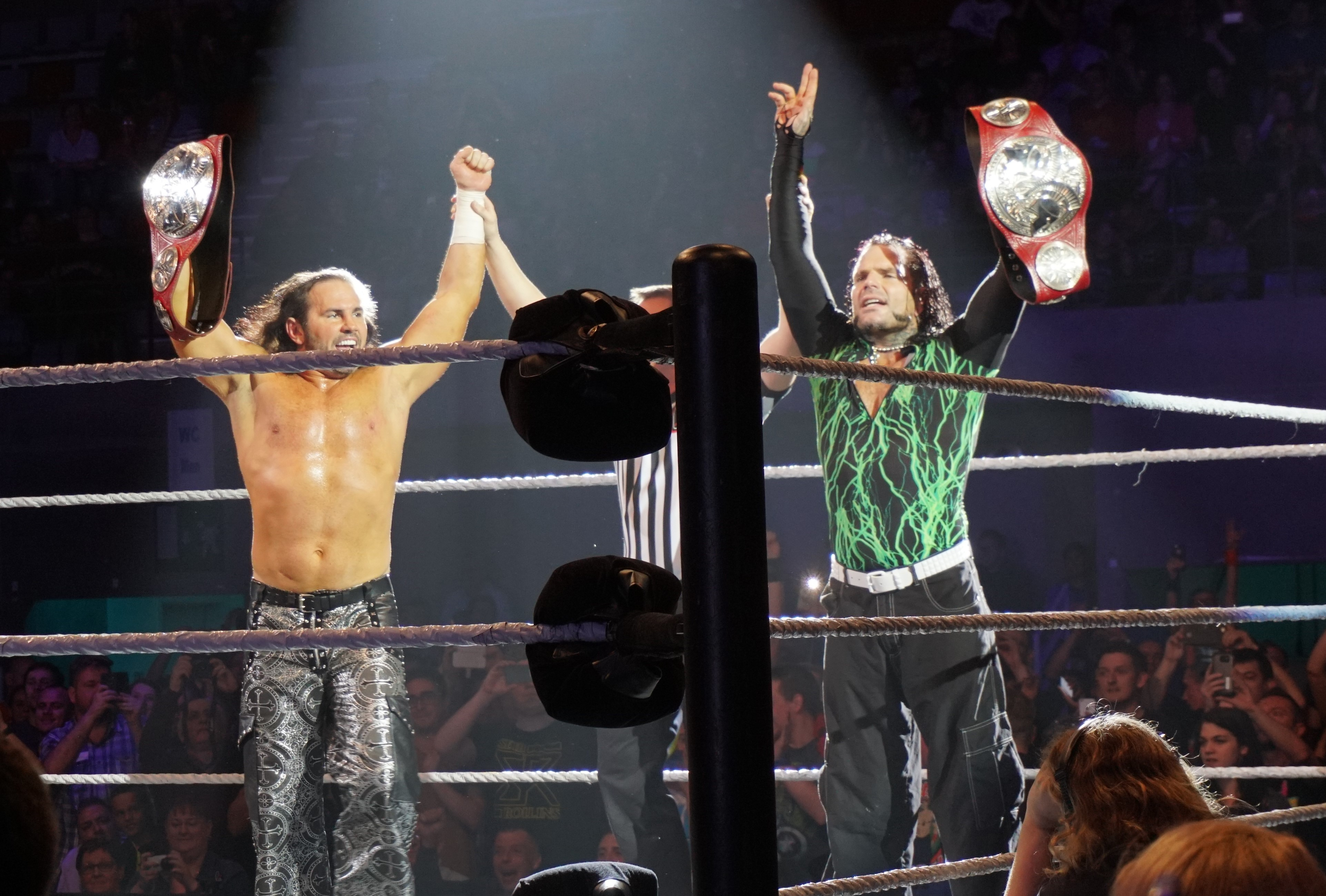
Gli Hardys, attuali detentori delle cinture

Il TNA World Tag Team Championship è un titolo di wrestling di proprietà della Total Nonstop Action Wrestling ed è detenuto dagli Hardys dal 26 ottobre 2024.

## Storia

### Affiliazione alla NWA e fine dell'accordo NWA-TNA
È stato presentato il 14 maggio 2007 durante le registrazioni del programma televisivo Impact! che fu in seguito trasmesso su Spike TV tre giorni più tardi. Titolo e cintura furono introdotti da Jim Cornette così come si vide nella stessa puntata.
Così come avvenne per l'Impact Global Championship anche questo titolo fu istituito dopo la fine degli accordi con la National Wrestling Alliance ed infatti prima dell'istituzione di questo titolo, quello principale utilizzato a Impact era l'NWA World Tag Team Championship in quanto esisteva un accordo tra la TNA e la federazione proprietaria del titolo.
Nel 2007 l'accordo giunse al termine e questo portò alla creazione dell'allora TNA World Tag Team Championship. La sua prima assegnazione fu per il Team 3D ed avvenne il 17 maggio 2007.
Al momento della creazione del titolo la TNA si affiliò alla National Wrestling Alliance ottenendo così il diritto di svolgere i tornei per i titoli NWA World Heavyweight Championship e NWA World Tag Team Championship con i propri atleti.

L'uscita della federazione dalla NWA avvenuta nel 2004 e sancita dalla perdita della sigla "NWA" dal nome spinse i dirigenti a stipulare comunque un accordo per avere il controllo sui due titoli e l'ottenimento del contratto dando alla TNA l'esclusiva per l'uso delle cinture fino al 2014.

La collaborazione terminò di comune accordo il 13 maggio del 2007 e molto prima del previsto cosicché la NWA privò ufficialmente dei titoli Christian Cage (l'allora NWA World Heavyweight Champion) ed il Team 3D dell'allora NWA World Tag Team Championship. Tuttavia, nel corso del pay-per-view Sacrifice della TNA, il Team 3D difese il titolo con successo e confermandosi comunque NWA World Tag Team Champions secondo la TNA.

Il 14 maggio la TNA annunciò tramite un comunicato sul suo sito internet che avrebbe presentato il TNA World Heavyweight Championship ed il TNA World Tag Team Championship il giorno successivo.

### Storia del nome
| Data            | Nome assegnato                            | Note e riferimenti                             |
| --------------- | ----------------------------------------- | ---------------------------------------------- |
| 13 maggio 2007  | TNA World Tag Team Championship           | Prima denominazione annunciata da Jim Cornette |
| 2 marzo 2017    | Impact Wrestling World Tag Team           | Dopo il cambio di nome della società           |
| 13 gennaio 2024 | TNA Knockouts World Tag Team Championship | Dopo il cambio di nome della società           |

## Albo d'oro
| Wrestler                                                   | Regni insieme | Data              | Località       | Note |
| ---------------------------------------------------------- | ------------- | ----------------- | -------------- | --- |
| Team 3D                                                    | 1             | 13 maggio 2007    | Orlando        | Il Team 3D ricevette il titolo d'ufficio il 17 maggio 2007 nella puntata del web show della TNA, TNA Today, da Jim Cornette e Jeremy Borash dopo che la National Wrestling Alliance li ha privati dell'NWA World Tag Team Championship il 13 maggio 2007.                                     |
| Samoa Joe                                                  | 1             | 15 luglio 2007    | Orlando        | |
| Kurt Angle e Sting                                         | 1             | 12 agosto 2007    | Orlando        | Sting vinse un four-way match per diventare il partner di Kurt Angle. |
| Team Pacman                                                | 1             | 9 settembre 2007  | Orlando        | |
| A.J. Styles e Tomko                                        | 1             | 14 ottobre 2007   | Duluth         | Persero il titolo contro Kaz e Eric Young. La TNA precedentemente riconosceva questo regno nel profilo di Kaz fino al 2013, tuttavia, il regno non è riconosciuto dalla TNA nella storia ufficiale del titolo e non è attualmente riconosciuto sul profilo di Kazarian.                       |
| Latin American Exchange (Hernandez e Homicide)             | 1             | 11 maggio 2008    | Orlando        | |
| Beer Money, Inc.                                           | 1             | 12 agosto 2008    | Trenton        | |
| Lethal Consequences                                        | 1             | 16 dicembre 2008  | Orlando        | |
| Beer Money, Inc.                                           | 2             | 11 gennaio 2009   | Charlotte      | |
| Team 3D                                                    | 2             | 19 aprile 2009    | Filadelfia     | |
| Beer Money, Inc.                                           | 3             | 21 giugno 2009    | Auburn Hills   | |
| The Main Event Mafia (Booker T e Scott Steiner)            | 1             | 20 luglio 2009    | Orlando        | |
| British Invasion                                           | 1             | 18 ottobre 2009   | Irvine         | |
| Hernandez e Matt Morgan                                    | 1             | 17 gennaio 2010   | Orlando        | |
| Matt Morgan                                                | 2             | 22 marzo 2010     | Orlando        | Lo stesso Matt Morgan ha infortunato Hernandez. |
| The Band (Kevin Nash e Scott Hall)                         | 1             | 4 maggio 2010     | Orlando        | In seguito resi vacanti per il licenziamento di Scott Hall. |
| The Motor City Machine Guns                                | 1             | 11 luglio 2010    | Orlando        | |
| Beer Money, Inc.                                           | 4             | 9 gennaio 2011    | Orlando        | |
| Mexican America                                            | 1             | 18 agosto 2011    | Orlando        | |
| Crimson e Matt Morgan                                      | 1             | 17 novembre 2011  | Orlando        | |
| Magnus e Samoa Joe                                         | 1             | 12 febbraio 2012  | Orlando        | |
| Bad Influence                                              | 1             | 13 maggio 2012    | Orlando        | |
| A.J. Styles e Kurt Angle                                   | 1             | 10 giugno 2012    | Arlington      | |
| Bad Influence                                              | 2             | 28 giugno 2012    | Orlando        | |
| Chavo Guerrero Jr. e Hernandez                             | 1             | 14 ottobre 2012   | Phoenix        | |
| Austin Aries e Bobby Roode                                 | 1             | 25 gennaio 2013   | Manchester     | |
| Chavo Guerrero e Hernandez                                 | 2             | 11 aprile 2013    | Corpus Christi | In un two out of three falls tag team match. Se Guerrero e Hernandez avessero perso non avrebbero più potuto combattere in team nella TNA. |
| Gunner e James Storm                                       | 1             | 2 giugno 2013     | Boston         | In un fatal four-way elimination tag team match che includeva anche Bobby Roode e Austin Aries e i Bad Influence. |
| The BroMans                                                | 1             | 20 ottobre 2013   | San Diego      | |
| The Wolves                                                 | 1             | 23 febbraio 2014  | Morgantown     | Era un house show. |
| The BroMans                                                | 2             | 2 marzo 2014      | Tokyo          | In un triple threat tag team match che includeva anche il Team 246. |
| The Wolves                                                 | 2             | 27 aprile 2014    | Orlando        | In un 2-on3 handicap match con DJ Z come terzo membro dei BroMans. |
| The Revolution                                             | 1             | 19 settembre 2014 | Bethlehem      | Storm ha sfruttato l'opportunità della vincita della valigetta del Feast or Fired (datagli da Gunner) per un match titolato e ha scelto Abyss come compagno. In onda il 12 novembre 2014. |
| The Wolves                                                 | 3             | 30 gennaio 2015   | Manchester     | In onda il 6 marzo 2015. Il 13 marzo 2015 sono stati costretti a rendere il titolo vacante a causa di un infortunio (rottura del tallone) di Edwards. |
| The Hardys                                                 | 1             | 16 marzo 2015     | Orlando        | Hanno vinto il titolo vacante in un ultimate X match che includeva anche il Beat Down Clan (Kenny King & Low Ki), Bobby Roode & Austin Aries e Ethan Carter III & Bram. In onda il 1º maggio. L'8 maggio 2015, il titolo è stato reso vacante a causa di un infortunio di Jeff (gamba rotta). |
| The Wolves                                                 | 4             | 25 giugno 2015    | Orlando        | Hanno sconfitto i Dirty Heels in un 30-minute ironman match per vincere il titolo vacante. Questo match era il quinto di una "best-of-five series". In onda il 1º luglio 2015. |
| Brian Myser e Trevor Lee                                   | 1             | 28 luglio 2015    | Orlando        | Jeff e Karen Jarrett hanno invocato l'opportunità titolata Feast or Fired di Nick Aldis (Magnus) per Brian Myser e Trevor Lee per sfidare i Wolves per il titolo. |
| The Wolves                                                 | 5             | 29 luglio 2015    | Orlando        | |
| Beer Money, Inc.                                           | 5             | 31 gennaio 2016   | Birmingham     | Storm ha utilizzato l'opportunità del Feast or Fired valido per il titolo. In onda l'8 marzo 2016. |
| The Decay                                                  | 1             | 19 marzo 2016     | Orlando        | |
| The Hardys                                                 | 2             | 2 ottobre 2016    | Orlando        | |
| Vacante                                                    |               | 3 marzo 2017      |                | Reso vacante dopo l'abbandono degli Hardys. |
| Latin American Exchange (Angel Ortiz e Santana)            | 1             | 4 marzo 2017      | Orlando        | Il 23 aprile Ortiz & Santana vincono anche i titoli World Tag Team Championship della Global Force Wrestling. |
| Ohio Versus Everything                                     | 1             | 20 agosto 2017    | Orlando        | In onda il 28 settembre 2017 |
| Latin American Exchange (Angel Ortiz e Santana)            | 2             | 9 novembre 2017   | Ottawa, Canada | In onda il 4 gennaio 2018 |
| Eli Drake e Scott Steiner                                  | 1             | 22 aprile 2018    | Orlando        | |
| Z & E                                                      | 1             | 24 aprile 2018    | Orlando        | In onda il 17 maggio 2018 |
| Latin American Exchange (Angel Ortiz e Santana)            | 3             | 26 aprile 2018    | Orlando        | In onda il 7 giugno 2018 |
| Lucha Bros.                                                | 1             | 12 gennaio 2019   | Mexico City    | |
| LAX (Ortiz e Santana)                                      | 4             | 28 Aprile 2019    | Toronto        | In un Full Metal Mayhem Match. |
| The North                                                  | 1             | 5 luglio 2019     | San Antonio    | |
| The Motorcity Machine Guns                                 | 2             | 21 luglio 2020    | Nashville      | |
| The North                                                  | 2             | 24 ottobre 2020   | Nashville      | Nel match erano coinvolti anche i Good Brothers e Ace Austin e Madman Fulton |
| The Good Brothers                                          | 1             | 14 novembre 2020  | Nashville      | |
| FinJuice                                                   | 1             | 13 marzo 2021     | Nashville      | |
| Violent By Design (Eric Young, Rhino, Deaner, Joe Doering) | 1             | 17 maggio 2021    | Nashville      | Episodio andato in onda il 20 maggio 2021. Titolo vinto da Rhino e Joe Doering, ma difeso anche da Eric Young e Deaner per effetto della Freebird rule. |
| The Good Brothers (Doc Gallows e Karl Anderson)            | 2             | 17 luglio 2021    | Nashville      | Four way tag team match a Slammiversary che includeva anche Rich Swann & Willie Mack e Fallah Bahh & No Way. |
| Violent By Design (Eric Young, Deaner e Joe Doering)       | 2             | 5 marzo 2022      | Louisville     | Titolo vinto da Eric Young e Joe Doering, ma difeso anche da Deaner per effetto della Freebird rule. |
| The Briscoes                                               | 1             | 7 maggio 2022     | Newport        | |
| The Good Brothers                                          | 3             | 19 giugno 2022    | Nashville      | |
| The Kingdom                                                | 1             | 26 agosto 2022    | Dallas         | Episodio andato in onda il 1 settembre 2022. |
| Heath & Rhino                                              | 1             | 8 ottobre 2022    | Albany         | Episodio andato in onda il 20 ottobre 2022. |
| The Motor City Machine Guns                                | 3             | 9 dicembre 2022   | Pembroke Pines | Episodio andato in onda il 15 dicembre 2022. |
| ABC.                                                       | 1             | 25 febbraio 2023  | Sunrise Manor  | Episodio andato in onda il 2 marzo 2023. |
| Subculture                                                 | 1             | 15 luglio 2023    | Windsor        | Four way tag team match a Slammiversary che includeva anche Rich Swann & Sami Callihan e Bryan Myers & Moose. |
| The Rascalz                                                | 1             | 27 agosto 2023    | Toronto        | |
| Ace Austin e Chris Bey                                     | 1             | 21 ottobre 2023   | Cicero         | |
| Eddie Edwards e Brian Myers                                | 1             | 8 marzo 2024      | Windsor        | |
| Ace Austin e Chris Bey                                     | 2             | 20 luglio 2024    | Montreal       | |
| Ace Austin e Chris Bey                                     | 3             | 13 settembre 2024 | San Antonio    | |
| The Hardys                                                 | 3             | 26 ottobre 2024   | Detroit        | |